# Dig It (album de Klaus Schulze)
Albums de Klaus Schulze
...Live...
(1980) Trancefer
(1981)
Dig It est le treizième album solo de Klaus Schulze, édité en 1980 puis ré-édité en 2005. C'est le premier album où Klaus Schulze utilise des synthétiseurs et technologies numériques. La ré-édition de 2005 inclut un DVD bonus avec un concert à Ars Electronica en 1980 à Linz en Autriche.
Le premier titre de l'album, Death of an Analogue, sera utilisé en 1982 comme bande-son du film d'horreur Montclare: Rendez-vous de l'horreur.
Les rythmes persistants, l'atmosphère métallique et les effets sonores de science-fiction dominent la conception sonore. À sa sortie, l'album est difficilement à classer, trop lourd pour le New age et trop avant-gardiste pour le rock & roll. Il existe des similitudes avec l'acid rock et le rock progressif de la fin des années 60 et du début des années 70. 

## Titres
Tous les titres ont été composés par Klaus Schulze.
- Disque 1 CD

| No | Titre                                 | Durée |
| -- | ------------------------------------- | ----- |
| 1. | Death of an Analogue                  | 12:15 |
| 2. | Weird Caravan                         | 5:16  |
| 3. | The Looper Isn't a Hooker             | 8:30  |
| 4. | Synthasy                              | 22:53 |
| 5. | Esoteric Goody (bonus sur ré-édition) | 28:21 |

- Disque 2 DVD

| No | Titre                                                              | Durée |
| -- | ------------------------------------------------------------------ | ----- |
| 1. | Linzer Stahlsinfonie (Concert à Ars Electronica, 8 septembre 1980) | 62:22 |

- Texte sur Death of an Analogue :  "The song... The sound... Analogue is dead... Digital is an automat... One bit for you, one byte for me... What's it like?... It's alright"

## Artistes
- Klaus Schulze – Synthétiseurs, Claviers, Voix, Guitare, Batterie.
- Fred Severloh - Percussions.